# Desa Sirnagalih (administrativ by i Indonesien, Jawa Barat, lat -6,64, long 106,77)
Desa Sirnagalih är en administrativ by i Indonesien.   Den ligger i provinsen Jawa Barat, i den västra delen av landet, 50 km söder om huvudstaden Jakarta.